# BPRD
Le BPRD (Bureau for Paranormal Research and Defense, Bureau de recherche et de défense sur le paranormal) est une organisation fictive créée par le scénariste et dessinateur Mike Mignola dans sa série Hellboy.
Depuis la démission de Hellboy dans l'épisode Le Ver conquérant de la série régulière, un spin-off de plusieurs mini-séries et one-shots, publiés aux États-Unis par Dark Horse et traduits en France par Delcourt, narre les aventures du BPRD.
Les histoires de cette organisation sont narrées dans plusieurs séries distinctes :
- BPRD
- BPRD : L'Enfer sur Terre
- BPRD : Origines
- Hellboy & BPRD
- BPRD : Un mal bien connu

## L'organisation gouvernementale
Le Bureau de Recherche et de Défense sur le Paranormal ou BPRD a été créé en 1944 par le gouvernement américain en réaction aux recherches et expériences menées par les nazis et les soviétiques au cours du second conflit mondial. Sa fonction principale est d'intervenir partout dans le monde où est constaté un phénomène anormal, particulier, surnaturel, afin de l'étudier, de le circonscrire, voire de l'éradiquer.
C'est Hellboy qui apportera, à l'origine, ses lettres de noblesse à cette organisation, mais très vite il laissera la place à ses assistants, qui ne lèveront jamais le pied pour venir à bout des multiples manifestations surnaturelles aux quatre coins du monde.
L'organisation est pérennisée par le Congrès des États-Unis en 1946 après la découverte d'une structure équivalente en Union soviétique, au cours d'une mission commune contre les restes du programme nazi « Vampir Sturm », puis passe sous le contrôle des Nations unies après le premier arc narratif clôturé par « Le Roi de la peur ».

## Les membres
- Hellboy, qui a démissionné
- Abe Sapien, créature aquatique découverte dans une sorte de caisson en verre dans les fondations de l'Hôpital Saint Trinian de Washington. Son nom vient d'un message laissé sur le tube de verre, sur lequel était inscrit Ichtyo Sapien - 14 avril 1865, date correspondant au jour de la mort d'Abraham Lincoln. Dans l'album Les morts, Abe apprend qu'à l'époque Victorienne il se nommait Langdon Everett Caul, aventurier et explorateur de l'occulte. C'est dans ce même album, qu'il rencontrera sa femme, mi-morte mi-fantôme, qui voudra garder près d'elle son compagnon retrouvé.
- Liz Sherman, personnage féminin de l'équipe qui tire ses pouvoirs de la maîtrise du feu. Très jeune, Liz a mis le feu à sa maison et a tué ses parents. Mais ces faits relèvent très certainement d'un accident. Depuis elle maîtrise ce don et demeure un personnage central de la série.
- Roger l'homoncule, créature la plus étrange de l'équipe. L'homoncule a été créé il y a plus de 500 ans, à partir de racines, de terre et de sang. Il possède la faculté de capter les sources énergétiques.
- Kate Korrigan, l'agent érudit de l'équipe : spécialiste en légendes, démonologie, occulte…
- Tom Manning, le nouveau directeur
- Johann Kraus, est un médium allemand dont l'esprit a quitté le corps physique lors d'une séance de spiritisme qui a dérapé. Les scientifiques du B.P.R.D ont réussi à lui créer une combinaison spéciale afin que son esprit puisse enfin habiter un corps et que Johan Kraus apporte au groupe d'enquêteur ses lumières.
- Johnson le Homard, personnage énigmatique n'apparaissant qu'au cours des premiers épisodes de la série. Il est une sorte de justicier masqué, portant pour emblème une pince de homard dessinée sur le torse. En effet, il marquait ses adversaires en leur incrustant sa marque sur leur front.
- Benjamin Daimio, nouveau venu, fait son entrée au service du B.P.R.D. dans l'album Les morts. C'est un ancien capitaine de marine, ex-béret vert. Mort, défiguré, il revient miraculeusement à la vie en sortant du sac à cadavre de la morgue, où il allait être autopsié. Son pouvoir : bonne maîtrise des armes et un accès illimité aux dossiers secrets du pentagone.

## Parutions
Pour les autres séries de l'univers mis en place par Mike Mignola, voir : Hellboy, Hellboy Aventures, Hellboy : Histoires bizarres, Abe Sapien, Witchfinder et Lobster Johnson.

### Version originale
| - B.P.R.D.: Hollow Earth (#1-3, 2002) - B.P.R.D.: The Soul of Venice (2003) - B.P.R.D.: Dark Waters (2003) - B.P.R.D.: Night Train (2003) - B.P.R.D.: There's Something Under My Bed (2003) - B.P.R.D.: Plague of Frogs (#1-5, 2004) - B.P.R.D.: The Dead (#1-5, 2004) - B.P.R.D.: The Black Flame (#1-6, 2005) - B.P.R.D.: The Universal Machine (#1-5, 2006) - B.P.R.D.: Garden of Souls (#1-5, 2007) - B.P.R.D.: Killing Ground (#1-5, 2007) - B.P.R.D.: 1946 (#1-5, 2008) - B.P.R.D.: The Ectoplasmic Man (2008) - B.P.R.D.: The Warning (#1-5, 2008) | - B.P.R.D.: War on Frogs (#1-4, 2009) - B.P.R.D.: The Black Goddess (#1-5, 2009) - B.P.R.D.: 1947 (#1-5, 2009) - B.P.R.D.: King of Fear (#1-5, 2010) - B.P.R.D. Hell on Earth: New World (#1-5, 2010) - B.P.R.D. Hell on Earth: Gods (#1-3, 2011) - B.P.R.D. Hell on Earth: Seattle (2011) - B.P.R.D.: The Dead Remembered (#1-3, 2011) - B.P.R.D. Hell on Earth: Monsters (#1-2, 2011) - B.P.R.D. Hell on Earth: Russia (#1-5, 2011) - B.P.R.D. Hell on Earth: The Long Death (#1-3, 2012) - B.P.R.D. Hell on Earth: The Pickens County Horror (#1-2, 2012) - B.P.R.D. Hell on Earth: The Devil's Engine (#1-3, 2012) - B.P.R.D. Hell on Earth: The Transformation of J.H. O'Donnell (2012) |

Le classement suivant est basé sur l'ordre de parution des revues et non pas suivant la chronologie des histoires.

Cette liste donne d'abord le rang officiel de la revue. Quand le numéro n'est pas indiqué il s'agit le plus souvent d'un fascicule promotionnel comme un Free Comic Book Day pour lequel il n'existe pas de numérotation. Suivent ensuite le titre de l'histoire ainsi que son numéro de chapitre (Part) éventuel.

Cycle 1
- 1	Hollow Earth [Part 1]	 -janvier 2002
- 2	Hollow Earth [Part 2]	-avril 2002
- 3	Hollow Earth, [Part 3]	-juillet 2002

Ces 3 chapitres font chacun 28 planches. (Scénario : Mike Mignola; Christopher Golden; Tom Sniegoski/Dessin : Ryan Sook)

Aventures uniques
- 4	The Soul of Venice mai 2003  /25 planches (Scénario : Miles Hunter; Michael Avon Oeming; Mike Mignola/Dessin :	Michael Avon Oeming)
- 5	Dark Waters -juillet 2003 /22 planches (Scénario : Brian Augustyn/Dessin : Guy Davis)
- 6	Night Train -septembre 2003	/22 planches (Scénario : Geoff Johns; Scott Kolins/Dessin : Scott Kolins)
- 7	There's Something Under My Bed	 -novembre 2003	/22 planches (Scénario : Joe Harris/Dessin : Adam Pollina)

Cycle 2
- 8	Plague of Frogs, Part 1	 -mars 2004
- 9	Plague of Frogs, Part 2	 -avril 2004
- 10	Plague of Frogs, Part 3	 -mai 2004
- 11	Plague of Frogs, Part 4	 -juin 2004
- 12	Plague of Frogs, Part 5	 -juillet 2004

5 chapitres, chacun de 24 pages.(Scénario : Mike Mignola/Dessin : Guy Davis)

Cycle 3
- 13	The Dead, Part 1er novembre-2004
- 14	The Dead, Part 2 décembre-2004
- 15	The Dead, Part 3	 janvier-2005
- 16	The Dead, Part 4 février-2005
- 17	The Dead, Part 5	 mars-2005

5 chapitres, chacun de 24 pages.(Scénario : Mike Mignola/Dessin : Guy Davis)

Cycle 4
- 18	The Black Flame, Part 1	 septembre-2005
- 19	The Black Flame, Part 2	 octobre-2005
- 20	The Black Flame, Part 3	 novembre-2005
- 21	The Black Flame, Part 4	 novembre-2005
- 22	The Black Flame, Part 5	 décembre-2005
- 23	The Black Flame, Part 6	 janvier-2006

6 chapitres, chacun de 24 pages.(Scénario : Mike Mignola et John Arcudi/Dessin : Guy Davis)

Cycle 5
- 24	The Universal Machine, Part 1	 avril-2006
- 25	The Universal Machine, Part 2	 mai-2006
- 26	The Universal Machine, Part 3	 juin-2006
- 27	The Universal Machine, Part 4	 juillet-2006
- 28	The Universal Machine, Part 5	 août-2006

5 chapitres, chacun de 24 pages.(Scénario : Mike Mignola et John Arcudi/Dessin : Guy Davis). NB: Mike Mignola signe quelques planches du #28.

Cycle 6
- 29	Garden of Souls, Part 1	 mars-2007
- 30	Garden of Souls, Part 2	 avril-2007
- 31	Garden of Souls, Part 3	 mai-2007
- 32	Garden of Souls, Part 4	 juin-2007
- 33	Garden of Souls, Part 5	 juillet-2007

5 chapitres, chacun de 24 pages.(Scénario : Mike Mignola et John Arcudi/Dessin : Guy Davis)

Cycle 7
- 34	Killing Ground, Part 1	 août-2007
- 35	Killing Ground, Part 2	 septembre-2007
- 36	Killing Ground, Part 3	 octobre-2007
- 37	Killing Ground, Part 4	 novembre-2007
- 38	Killing Ground, Part 5	 décembre-2007

5 chapitres, chacun de 24 pages.(Scénario : Mike Mignola et John Arcudi/Dessin : Guy Davis)

Cycle 8
- 39	1946, Part 1	 janvier-2008
- 40	1946, Part 2 février-2008
- 41	1946, Part 3	 mars-2008
- 42	1946, Part 4	 avril-2008
- 43	1946, Part 5	 mai-2008

5 chapitres, chacun de 24 pages.(Scénario : Mike Mignola et Joshua Dysart/Dessin : Paul Azaceta)

Cycle 9
- 44	War on Frogs, Part 1	 -juin 2008; 24 planches (Scénario : John Arcudi/Dessin : Herb Trimpe)

Épisode indépendant
- 45	The Ectoplasmic Man	 -juin 2008; 24 planches (Scénario : Mike Mignola et John Arcudi/Dessin : Ben Stenbeck)

Cycle 10
- 46	The Warning, Part 1	-juillet 2008
- 47	The Warning, Part 2	-août 2008
- 48	The Warning, Part 3	-septembre 2008
- 49	The Warning, Part 4	-octobre 2008
- 50	The Warning, Part 5	-novembre 2008

5 chapitres, chacun de 24 pages.(Scénario : Mike Mignola et John Arcudi/Dessin : Guy Davis)

Suite du Cycle 9
- 51	War on Frogs, Part 2	 -décembre 2008; 24 planches	(Scénario : John Arcudi/Dessin : John Severin)

Cycle 11
- 52	The Black Goddess, Part 1	 -janvier 2009
- 53	The Black Goddess, Part 2	 -février 2009
- 54	The Black Goddess, Part 3	 -mars 2009
- 55	The Black Goddess, Part 4	 -avril 2009
- 56	The Black Goddess, Part 5	 -mai 2009

5 chapitres, chacun de 24 pages.(Scénario : Mike Mignola et John Arcudi/Dessin : Guy Davis)

Suite du Cycle 9
- 57	War on Frogs, Part 3	-juin 2009; 24 planches	(Scénario : John Arcudi/Dessin : Karl Moline)

Cycle 12
- 58	1947, Part 1	 -juillet 2009
- 59	1947, Part 2	 -août 2009
- 60	1947, Part 3	 -septembre 2009
- 61	1947, Part 4	 -octobre 2009
- 62	1947, Part 5	 -novembre 2009

5 chapitres, chacun de 24 pages.(Scénario : Mike Mignola, Joshua Dysart et Gabriel Bá/Dessin : Fábio Moon)

Suite et fin du Cycle 9
- 63	War on Frogs, Part 4	 décembre 2009; 24 planches (Scénario : John Arcudi/Dessin : Peter Snejbjerg)

Cycle 13
- 64	King of Fear, Part 1	 -janvier 2010
- 65	King of Fear, Part 2	 -février 2010
- 66	King of Fear, Part 3	 -mars 2010
- 67	King of Fear, Part 4	-avril 2010
- 68	King of Fear, Part 5	 -mai 2010

5 chapitres, chacun de 22 pages.(Scénario : Mike Mignola et John Arcudi/Dessin : Guy Davis)

Cycle 14
- 69	Hell on Earth : New World; Part 1	-août 2010
- 70	Hell on Earth : New World; Part 2	 -septembre 2010
- 71	Hell on Earth : New World; Part 3	 -octobre 2010
- 72	Hell on Earth : New World; Part 4	 -novembre 2010
- 73	Hell on Earth : New World; Part 5	 -décembre 2010

5 chapitres, chacun de 22 planches.(Scénario : Mike Mignola et John Arcudi/Dessin : Guy Davis)

Cycle 15
- 74	Hell on Earth : Gods; Part 1	 -janvier 2011
- 75	Hell on Earth : Gods; Part 2	 -février 2011
- 76	Hell on Earth : Gods; Part 3	 -mars 2011

3 chapitres, chacun de 22 planches.(Scénario : Mike Mignola et John Arcudi/Dessin : Guy Davis)

Épisode indépendant
- Hell on Earth : Seattle	   mars 2011; 8 planches (Scénario : Mike Mignola et John Arcudi/Dessin : Guy Davis)

Cycle 16
- 77	The Dead Remembered; Part 1	 -avril 2011
- 78	The Dead Remembered; Part 2	 -mai 2011
- 79	The Dead Remembered; Part 3	 -juin 2011

3 chapitres, chacun de 22 planches.(Scénario : Mike Mignola et Scott Allie/Dessin : Karl Moline)

Épisode indépendant
- Casualties	 juillet 2011; 8 planches	(Scénario : Mike Mignola et Scott Allie/Dessin : Guy Davis)

Cycle 17
- 80	Hell on Earth : Monsters; Part 1	-juillet 2011
- 81	Hell on Earth : Monsters; Part 2	 -août 2011

2 chapitres, chacun de 22 planches.(Scénario : Mike Mignola et John Arcudi/Dessin : Tyler Crook)

Cycle 18
- 82	Hell on Earth : Russia; Part 1	-septembre 2011
- 83	Hell on Earth : Russia; Part 2	 -octobre 2011
- 84	Hell on Earth : Russia; Part 3	 -novembre 2011
- 85	Hell on Earth : Russia; Part 4	 -décembre 2011
- 86	Hell on Earth : Russia; Part 5	 -janvier 2012

5 chapitres, chacun de 22 planches.(Scénario : Mike Mignola et John Arcudi/Dessin : Tyler Crook)

Cycle 19
- 87	The Long Death; Part 1	-février 2012
- 88	The Long Death; Part 2	-mars 2012

2 chapitres, chacun de 22 planches.(Scénario : Mike Mignola et John Arcudi/Dessin : James Harren). Suite et fin au #90.

- 89	The Pickens County Horror; Part 1	 22   	mars-2012	Mike Mignola; Scott Allie	Jason Latour
- 90	The Long Death; Part 3	 23   	avril-2012	Mike Mignola; John Arcudi	James Harren
- 91	The Pickens County Horror; Part 2	 22   	avril-2012	Mike Mignola; Scott Allie	Jason Latour
- 92	The Devil's Engine; Part 1	 22   	mai-2012	Mike Mignola; John Arcudi	Tyler Crook
- 93	The Transformation of J.H. O'Donnell	 22   	mai-12	Mike Mignola; Scott Allie	Max Fiumara
- 94	The Devil's Engine; Part 2	 20   	juin-2012	Mike Mignola; John Arcudi	Tyler Crook
- 95	Exorcism; Part 1	 22   	juin-2012	Mike Mignola; Cameron Stewart	Cameron Stewart
- 96	The Devil's Engine; Part 3	 22   	juillet-2012	Mike Mignola; John Arcudi	Tyler Crook
- 97	Exorcism; Part 2	 22   	juillet-2012	Mike Mignola; Cameron Stewart	Cameron Stewart
- 98	Hell on Earth : Return of the Master; Part 1	 22   	août-2012	Mike Mignola; John Arcudi	Tyler Crook
- 99	Hell on Earth : Return of the Master; Part 2	 22   	septembre-2012	Mike Mignola; John Arcudi	Tyler Crook
- 100	Hell on Earth : Return of the Master; Part 3	 22   	octobre-2012	Mike Mignola; John Arcudi	Tyler Crook
- 1948; Part 1	 22   	octobre-2012	Mike Mignola; John Arcudi	Max Fiumara
- 1948; Part 2	 22   	novembre-2012	Mike Mignola; John Arcudi	Max Fiumara
- 101	Hell on Earth : Return of the Master; Part 4	 22   	novembre-2012	Mike Mignola; John Arcudi	Tyler Crook
- 102	Hell on Earth : Return of the Master; Part 5	 22   	décembre-2012	Mike Mignola; John Arcudi	Tyler Crook
- 1948; Part 3	 22   	décembre-2012	Mike Mignola; John Arcudi	Max Fiumara
- 103	Hell on Earth : The Abyss of Time; Part 1	 22   	janvier-2013	Mike Mignola; Scott Allie	James Harren
- 1948; Part 4	 22   	janvier-2013	Mike Mignola; John Arcudi	Max Fiumara
- 1948; Part 5	 22   	février-2013	Mike Mignola; John Arcudi	Max Fiumara
- 104	Hell on Earth : The Abyss of Time; Part 2	 22   	février-2013	Mike Mignola; Scott Allie	James Harren
- 105	Hell on Earth : A Cold Day in Hell; Part 1	 22   	mars-2013	Mike Mignola; John Arcudi	Peter Snejbjerg
- 106	Hell on Earth : A Cold Day in Hell; Part 2	 22   	avril-2013	Mike Mignola; John Arcudi	Peter Snejbjerg
- 107	Hell on Earth : Wasteland; Part 1	 22   	mai-2013	Mike Mignola; John Arcudi	Laurence Campbell
- 108	Hell on Earth : Wasteland; Part 2	 22   	juin-2013	Mike Mignola; John Arcudi	Laurence Campbell
- 109	Hell on Earth : Wasteland; Part 3	 22   	juillet-2013	Mike Mignola; John Arcudi	Laurence Campbell
- 110	Hell on Earth : Lake on Fire; Part 1	 22   	août-2013	Mike Mignola; John Arcudi	Tyler Crook
- 111	Hell on Earth : Lake on Fire; Part 2	 22   	septembre-2013	Mike Mignola; John Arcudi	Tyler Crook
- 112	Hell on Earth : Lake on Fire; Part 3	 22   	octobre-2013	Mike Mignola; John Arcudi	Tyler Crook
- 113	Hell on Earth : Lake on Fire; Part 4	 22   	novembre-2013	Mike Mignola; John Arcudi	Tyler Crook
- 114	Hell on Earth : Lake on Fire; Part 5	 22   	décembre-2013	Mike Mignola; John Arcudi	Tyler Crook
- 115	Hell on Earth : The Reign of the Black Flame; Part 1	 22   	janvier-2014	Mike Mignola; John Arcudi	James Harren
- 116	Hell on Earth : The Reign of the Black Flame; Part 2	 22   	février-2014	Mike Mignola; John Arcudi	James Harren
- 117	Hell on Earth : The Reign of the Black Flame; Part 3	 22   	mars-2014	Mike Mignola; John Arcudi	James Harren
- 118	Hell on Earth : The Reign of the Black Flame; Part 4	 22   	avril-2014	Mike Mignola; John Arcudi	James Harren
- 119	Hell on Earth : The Reign of the Black Flame; Part 5	 22   	mai-2014	Mike Mignola; John Arcudi	James Harren
- 120	Hell on Earth : The Devil's Wing; Part 1	 22   	juin-2014	Mike Mignola; John Arcudi	Laurence Campbell
- 121	Hell on Earth : The Devil's Wing; Part 2	 22   	juillet-2014	Mike Mignola; John Arcudi	Laurence Campbell
- 122	Hell on Earth : The Broken Equation; Part 1	 22   	août-2014	Mike Mignola; John Arcudi	Joe Querio

### Version française
Tous les albums font partie de la collection « Contrebande » des éditions Delcourt.
- 1 Au creux de la Terre et autres histoires, avril 2004
- 2 L'Esprit de Venise et autres histoires, juin 2005
- 3 Le Fléau des grenouilles, janvier 2006
- 4 Les Morts, octobre 2006
- 5 La Flamme noire, juillet 2007
- 6 La Machine universelle, juin 2008
- 7 Le Jardin des souvenirs, avril 2009
- 8 Champ de Bataille, avril 2010
- 9 L'avertissement, juin 2011
- 10 La Déesse Noire, avril 2012
Scénario : Mike Mignola et John Arcudi - Dessin : Guy Davis - Couleurs : Dave Stewart
- 11 Le Roi de la peur, janvier 2013